# Audi A6
Audi A6 je avtomobil višjega srednjega razreda (segment E), ki ga proizvaja nemško podjetje Audi. Na voljo je v dveh izvedbah: limuzinski in karavanski, imenovani Avant. Audi A6 obstaja od leta 1994 in je naslednik serije Audi 100. Trenutno se proizvaja peta generacija. Vse generacije so imele na izbiro serijski pogon na sprednji kolesi ali pogon na vsa štiri kolesa, imenovan Quattro.

## Generacije
- C4 (1994–1997)
- C5 (1997–2005)
- C6 (2004–2011)
- C7 (2011–2018)
- C8 (2018–)